# Dead Brain Cells
Pour les articles homonymes, voir DBC.
Dead Brain Cells, également abrégé D.B.C., est un groupe canadien de thrash metal originaire de Montréal, formé en 1985.

## Biographie
Le groupe est formé en 1985 sous le nom de Final Chapter par les guitaristes Eddie Shahini et Gerry Ouellette après avoir écouté le premier album de Slayer, Show No Mercy. Ensemble, ils commencent à écrire des morceaux. En 1986, le chanteur Dave Javex et le batteur Jeff St. Louis rejoignent le groupe. Le bassiste Phil Dakin complète la formation peu de temps après. Le groupe effectue sa première répétition le 4 février, au cours de laquelle il termine quatre chansons. Javex change le nom du groupe en Dead Brain Cells. Quelques autres répétitions suivent jusqu'à ce que Javex quitte le groupe. Il est brièvement remplacé par Cory Lowe. Après son départ du groupe, le bassiste Phil Dakin prend le relais en tant que chanteur. Le premier concert suit le 24 mai. Cela attire l'attention du manager Norman Pichette sur le groupe. S'ensuit l'enregistrement d'une démo et trois autres concerts. Peu de temps après, un concert avec Slayer suit. Cela attire l'attention du groupe sur Combat Records. Le label obtient une copie de la démo déjà enregistrée par l'intermédiaire de la petite amie de Dakin. Le groupe conclut un contrat pour six albums.
En 1987, le travail sur le premier album débute. Le groupe se rend au studio Victor du 16 mars au 4 avril. L'album est produit par Randy Burns, qui a également produit le deuxième album de Megadeth, Peace Sells... but Who's Buying? Le groupe sort l'album plus tard dans l'année. Des concerts locaux à Montréal, Québec et Toronto suivent en 1988. Le groupe travaille également sur un deuxième album. Le groupe enregistre une deuxième démo en juin 1988. Plus tard cette année-là, le groupe entre au Tempo Studio avec le producteur Garth Richardson. Le deuxième album, intitulé Universe, sort en 1989. La première tournée aux États-Unis suit pendant l'été, du 29 juillet au 17 août. Lors de cette tournée, ils jouent avec les Bad Brains, entre autres. La même année, ils font leur première apparition sur la chaîne musicale MusiquePlus. Le groupe crée également son premier clip pour la chanson The Genesis Explosion.
Leur deuxième tournée aux États-Unis suit du 5 au 27 janvier 1990, au cours de laquelle ils font des apparitions avec Lääz Rockit. L'été de la même année suit l'enregistrement de la troisième démo pour le troisième album. Une autre démo est enregistrée en 1991. En raison de divergences avec leur label, le groupe doit s'en séparer la même année. La recherche d'un nouveau label n'aboutit pas et le groupe se sépare plus tard cette année-là, laissant le troisième album inédit,,. En 1993, Phil Dakin déménage à Toronto tandis qu'Eddie Shahini et Jeff St. Louis continuent à écrire de nouvelles musiques. Gerry Ouellette les rejoint de temps en temps. Le 12 novembre 1994, Gerry Ouellette décède.
En mars 2002, les deux démos sont disponibles en tant que troisième album sur CD. Ceux-ci n'étaient auparavant disponibles qu'en version limitée à 100 exemplaires sur cassette. En outre, Eddie Shahini, Phil Dakin et Jeff St. Louis joueront à nouveau ensemble. En 2003, le groupe se reforme officiellement et donne un concert, avec Daniel Mongrain (Martyr) comme guitariste. Cela est suivi en 2005 par les rééditions de Universe et Dead Brain Cells. Une performance au Montreal Metal Massacre Fest a suivi le 10 décembre, aux côtés de Lying Truth, Aggression, Exciter, Anvil, Piledriver et Razor. Jay Quinn est également devenu le nouveau guitariste du groupe. Les années suivantes, le groupe a multiplié les concerts. En 2009, le batteur Jeff St. Louis quitte le groupe et est remplacé par Graham Ferguson.

## Style
Le groupe joue un thrash metal classique dans la lignée de groupes comme Voivod.

## Discographie
- 1987 : Dead Brain Cells (album, Combat Records)
- 1989 : Universe (album, Combat Records)
- 2002 : Unreleased (album, Galy Records)